# Modèle Humboldtien de l'enseignement supérieur
Le modèle Humboldtien de l'enseignement supérieur (Humboldtsches Bildungsideal, littéralement « idéal Humboldtien de l'éducation ») est un concept de l'enseignement supérieur qui a émergé au début du XIXe siècle et dont l'idée centrale est une combinaison holistique de recherche et d'enseignement. Il tire son nom de Wilhelm von Humboldt, qui porta un projet de réforme libérale de l'éducation allemande et européenne lors des réformes prussiennes.

## Principes

L'Université Humboldt de Berlin

L'idéal Humboldtien s'articule autour de plusieurs principes :
- L'unité de l'enseignement et de la recherche[1],[2] avec la conviction que l'enseignement est plus créatif et qualitatif si l'enseignant conduit dans le même temps des travaux de recherche[2]. Il en découle également l'implication des étudiants dans le processus de recherche[2].
- La liberté académique dans la recherche, dans l'enseignement et dans l'apprentissage (Lernfreiheit)[1],[3],[2]. Ce point sous-tend la protection du chercheur dans sa poursuite de la connaissance même si ses résultats vont à l'encontre des vues communément admises. La liberté d'enseigner assure également la transmission des connaissances[2].
- L'indépendance vis-à-vis des considérations économiques[1]. L'éducation dispensée à l'université ne se focalise pas sur l'acquisition de capacités professionnelles. De même, la recherche ne se centre pas uniquement sur des sujets économiquement porteurs. Se passant des investissements des acteurs économiques, l'université se doit d'être financée par l'État[3],[2] mais demeure autonome dans la gestion de ses affaires internes[2].
- L'étudiant est encouragé à développer son individualité (acquérir responsabilité et auto-détermination par l'usage de sa raison) mais également à devenir un citoyen du monde (préoccupé des grandes questions de l'Humanité que sont la quête de la paix et de la justice ou encore les échanges entre les cultures).

Cet idéal s'est initialement opposé notamment au modèle français post-révolutionnaire des grandes écoles. Contrairement à la liberté prônée dans les universités allemandes, les grandes écoles exerçaient un contrôle strict sur les étudiants au cours de leur cursus, leur imposant un certain conformisme et régulant leur mode de vie par une discipline sévère.

## Impact
Le modèle Humboldtien va largement se diffuser dans le monde et exercer une influence plus ou moins importante selon les pays. Il a profondément marqué l'enseignement supérieur en Europe du Nord, en Europe Centrale et en Europe de l'Est. Les universités américaines ont rapidement adopté les principes du modèle Humboldtien, à commencer par l'université de Virginie puis l'université Johns-Hopkins.
Son influence va estomper à partir des années 1970 et 1980. Des législations favorisant l'application commerciale des découvertes issues de la recherche publique (telles que le Bayh-Dole Act aux États-Unis) ont entraîné la création de partenariats entre les universités et l'industrie dans l'objectif d'amener rapidement les innovations sur le marché (en particulier dans le domaine des biotechnologies). 
Un développement similaire a également eu lieu en Europe ainsi que dans l'ensemble des pays industrialisés sur la base des recommandations de l'OCDE. Cette innovation de l'« université de marché » en tant que moteur économique (« modèle néo-libéral de l'université ») diverge du principe Humboldtien de l'« université de recherche ». En Europe, ces réformes ont débuté au Royaume-Uni pendant les années Thatcher.